# Mark Boyce
Pour les articles homonymes, voir Boyce.
À la fin des années 1980, Mark Boyce, un jeune mannequin et chanteur australien, sort trois singles issus de son album All over the world : Hey little girl et Questa sera qui furent deux gros tubes et Classic story of love qui n'a pas vraiment marché. 

## Biographie
Une version française de Hey little girl est sorti en 1991. Elle s'intitule C'est dans mon cœur et est chantée par Gwendoline. On la trouve sur le CD A star is born vol:2. 
Mark Boyce vit en Australie et produit actuellement un jeune chanteur australien.
Recruté en 2000, il a participé au dernier album en date de Boss Hog, Whiteout.